# Barbula fuscescens
Barbula fuscescens là một loài Rêu trong họ Pottiaceae. Loài này được Wall. mô tả khoa học đầu tiên năm 1832.